# Павловский, Ежи
Ежи Владислав Павло́вский (пол. Jerzy Władysław Pawłowski; 23 октября 1932 — 11 января 2005) — польский фехтовальщик, участник шести Олимпийских игр, чемпион Игр XIX Олимпиады в Мехико, 7-кратный чемпион мира по фехтованию на саблях.

## Биография
Родился 23 октября 1932 года в семье военнослужащего.
Фехтованием начинал заниматься с 17 лет в варшавском клубе «Грохув», уже через год был принят в состав сборной Польши и добился первого достижения в своей карьере, став вице-чемпионом страны в личном первенстве по фехтованию на саблях. С 1952 года тренировался в варшавском военно-спортивном клубе «Легия».
В период с 1952 по 1972 годы Ежи Павловский был участником шести Олимпийских игр, завоевал две серебряные медали и одну бронзовую в командных соревнованиях, а на Играх 1956 года в Мельбурне выиграл серебро в личном первенстве. Наивысшего достижения Павловский достиг в 1968 году в Мехико — в возрасте 35 лет, на пятой Олимпиаде в карьере, он стал чемпионом в индивидуальном турнире саблистов.
На долгом пути к вершине Павловский три раза (в 1957, 1965 и 1966 годах) выигрывал в этой дисциплине золото чемпионатов мира, в 1967 году в Монреале уступил в решающем поединке советскому спортсмену Марку Раките. В бою за золото Олимпийских игр в Мехико Павловский также соперничал с Ракитой. В начале поединка польский спортсмен вёл в счёте — 1:0, 2:0, 3:1, затем пропустил три удара подряд, но в итоге вырвал победу — 5:4. Победа Ежи Павловского прервала 48-летнюю гегемонию венгерских спортсменов, которые ранее неизменно выигрывали индивидуальные первенства саблистов на девяти Олимпиадах подряд.
В 1972 году в Мюнхене на своей последней Олимпиаде Павловский выступил неудачно, уступив в полуфинале личного турнира советскому саблисту Владимиру Назлымову. 
Ежи Павловский также является 4-кратным чемпионом мира в командном первенстве (1959, 1961, 1962, 1963), 14-кратным чемпионом Польши — по фехтованию на шпагах (1952) и саблях (1953, 1956, 1958, 1961, 1963, 1965, 1967—1972, 1974). Два раза он признавался лучшим спортсменом года в своей стране по опросу газеты Przegląd Sportowy: в 1957-м, когда стал первым в истории польского фехтования чемпионом мира в личном зачёте (та победа была настолько неожиданной, что у организаторов мирового форума в Париже не оказалось записи «Мазурки Домбровского») и в 1968-м после победы на Олимпийских играх.
В 1968 году окончил юридический факультет Варшавского университета, работал в Военно-политической академии имени Феликса Дзержинского в Варшаве. Был награждён Офицерским крестом ордена Возрождения Польши. В 1969 году Павловскому присвоено звание подполковника Войска Польского. В 1970—1974 годах, оставаясь действующим спортсменом, возглавлял национальную федерацию фехтования.
Карьера Ежи Павловского прервалась внезапно — 24 апреля 1975 года его арестовали в результате контрразведывательной операции. На следствии бывший спортсмен признался в том, что являлся двойным агентом: с 1950 года работал в польских спецслужбах под псевдонимом «Честный», а с 1964 года сотрудничал с ЦРУ под псевдонимом «Павел». 8 апреля 1976 года военным трибуналом Варшавского военного округа за шпионаж в пользу США Павловский был приговорён к 25 годам тюрьмы с конфискацией имущества и лишением гражданских прав сроком на 10 лет. Упоминание имени одного из самых популярных спортсменов Польши оказалось в этой стране под запретом.
Через 10 лет и 44 дня, 11 июня 1985 года, Павловский был помилован, выпущен из тюрьмы в Барчеве и доставлен на Глиникский мост между Потсдамом и Берлином, где проходил обмен шпионами. Там Павловский неожиданно заявил, что не намерен эмигрировать на Запад и вернулся в Польшу. Последние годы жизни он провёл в Варшаве, занимался живописью и биоэнерготерапией. В 1994 году выпустил книгу «Самый длинный поединок. Исповедь лучшего саблиста мира — агента ЦРУ» (пол. Najdłuższy pojedynek. Spowiedź szablisty wszech czasów – agenta CIA).

## Семья
Первая жена — актриса театра, кино и телевидения Тереса Шмигелювна, сын от первого брака — Пётр, внуки — актёры Стефан и Юзеф Павловские.
Вторая супруга — гинеколог Ивона. Сын от второго брака — Михал.

## Награды
- Кавалерский крест Ордена Возрождения Польши (1960[6])